# Gustav von Mauthner

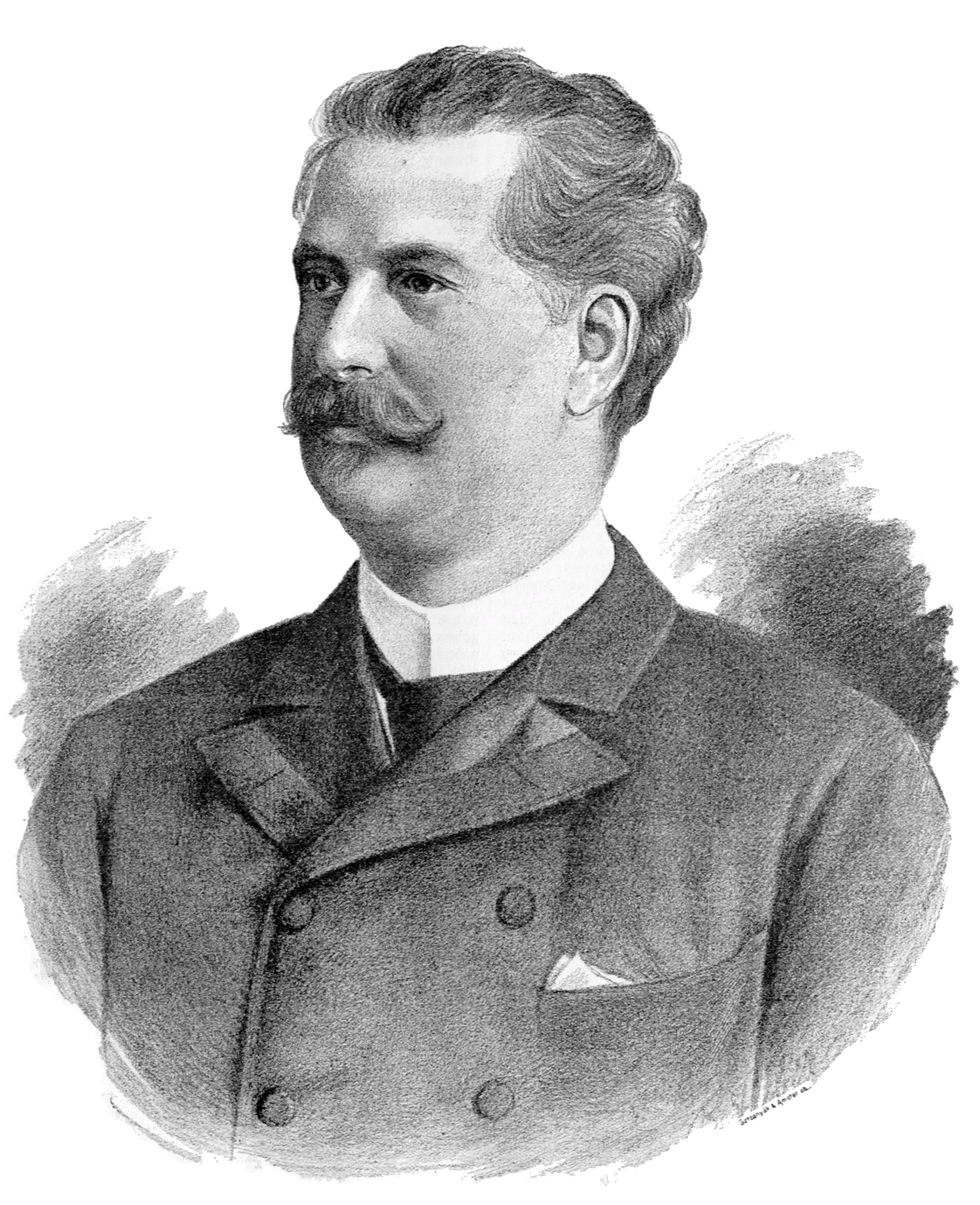
Gustav von Mauthner

Gustav von Mauthner (* 16. April 1848 in Horschitz; † 19. Mai 1902 in Bad Vöslau) war ein österreichischer Bankier.

## Leben
Gustav von Mauthner stammte aus einer bekannten Kaufmannsfamilie und war Vetter von Ludwig Wilhelm Mauthner von Mauthstein. 
Er besuchte die deutsche Handelsakademie in Prag und war ab 1864 Kontorist in der Anker-Versicherung. 1866 zog er mit seinem Bruder Ernst (1844–1923), dem späteren Gründer einer Baumwollspinnerei und -weberei in Bubentsch nahe Prag, nach Wien, wo er in einer Fabrik arbeitete. Ab 1869 war er bei der Creditanstalt und blieb dort den Rest seiner Karriere, bis auf die Zeit von 1872 bis 1874 als Leiter der Wechselstube bei der Österreichischen Allgemeinen Bank. 1878 wurde er stellvertretender Direktor der Creditanstalt und 1880 als Nachfolger seines Schwiegervaters Carl Weiss von Weissenhall Direktor und 1889 Direktionsvorsitzender.
Die Haupteinnahmen kamen aus dem laufenden Bankgeschäft, das er forcierte. Ab den 1890er Jahren finanzierte er aber auch zunehmend wieder Gründungen (nach Zurückhaltung in Folge des Gründerkrachs 1873).

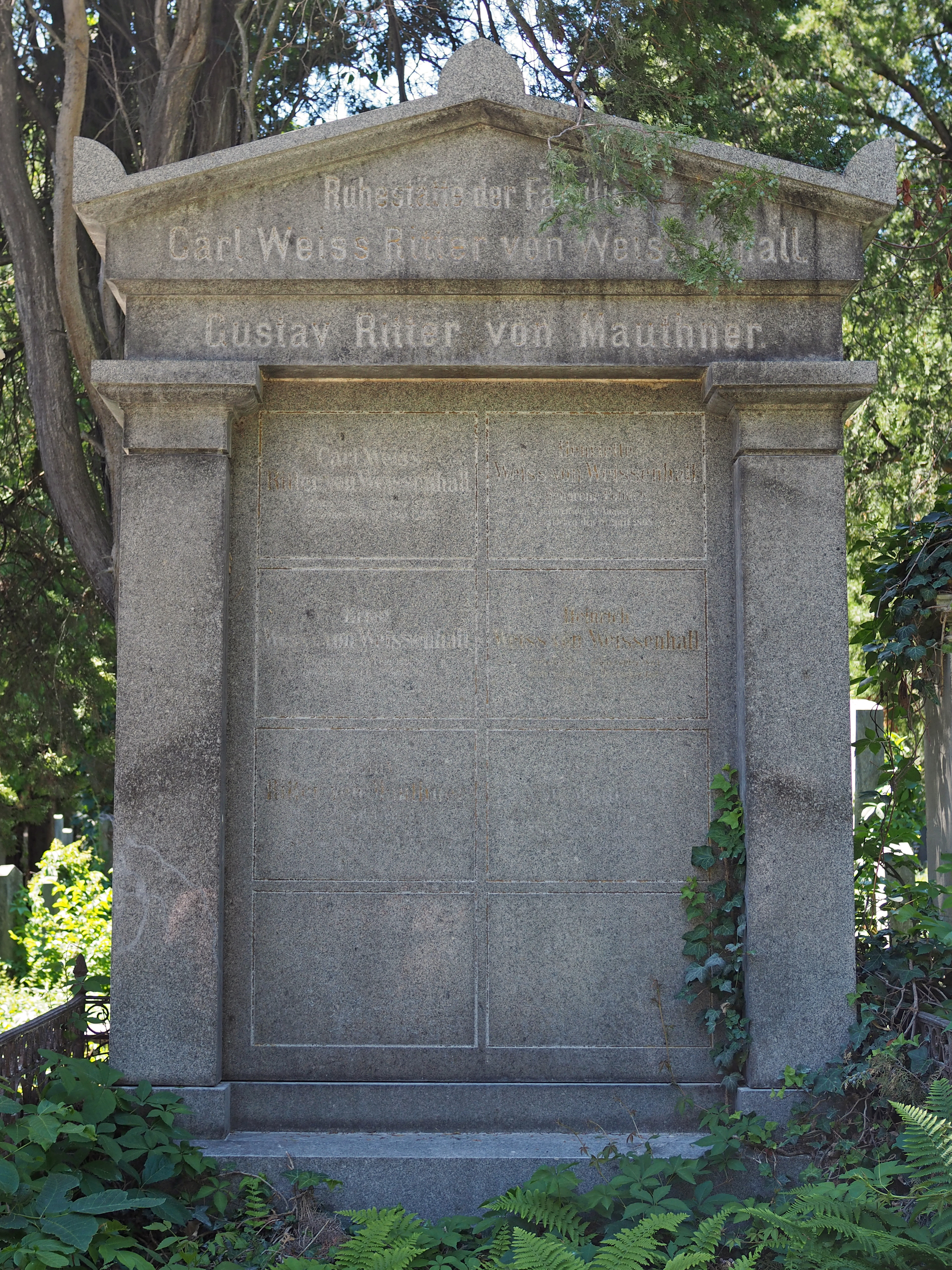
Grabstätte von Gustav von Mauthner auf dem Wiener Zentralfriedhof

Von 1888 bis 1895 leitete er die Verhandlungen mit der Rothschild-Gruppe zur Goldbeschaffung für den österreichischen Staat in Vorbereitung der 1892 beschlossenen Währungsreform (Übergang zur reinen Goldwährung, an der er auch als Mitglied der Währungs-Enquete-Kommission beteiligt war). Er war im Verwaltungsrat einiger großer Firmen (so bei den Lokomotivfabriken in Wiener Neustadt, bei der Prager Eisenindustrie-Gesellschaft, bei der Versicherung Providentia, bei der AG für Naphta-Industrie Lemberg, bei den Skoda-Werken Pilsen, bei der Hirtenberger Patronenfabrik) und in der Direktion (Mineral-Raffinerie-AG in Budapest, Ungarische Allgemeine Kredibank Budapest, Kaschau-Oderberger Eisenbahn). Außerdem war er in mehreren Minister-Ausschüssen als Finanzexperte tätig.
Mauthner wurde 1899 lebenslängliches Mitglied des Herrenhauses und war dort in der Wirtschaftspolitik aktiv. Er war Mitglied der Verfassungspartei.
Neben Aufsätzen zu Finanz- und Wirtschaftsthemen, schrieb er auch Theaterstücke und Gedichte.
1884 wurde er geadelt. Nach seinem Ableben wurde Gustav von Mauthner in der Alten jüdischen Abteilung des Wiener Zentralfriedhofs (Tor 1) in der Familiengruft Weiss von Weissenhall bestattet.